# 문무대왕1터널
문무대왕1터널(文武大王1터널, 영어: Munmudaewang 1 Tunnel)은 경상북도 경주시 문무대왕면 장항리와 용동리를 잇는 동해고속도로에 위치한 7.5km 길이의 상의 터널으로 토함산 밑을 지난다. 이 터널은 서울양양고속도로 인제양양터널과 함양울산고속도로 재약산터널에 이어 대한민국에서 3번째로 길다. 1터널 ~ 5터널로 구성되어 있다. 1터널은 착공일부터 2015년까지 양남터널이였다가 2016년에 양북1터널로 명칭이 변경되었다. 2021년 양북면이 문무대왕면으로 개칭되면서 문무대왕1터널으로 명칭이 변경되었다.

## 주요 경유지
경상북도
- 경주시 (문무대왕면)

## 같이 보기
- 인제양양터널 (10,960m) / 대한민국 최장터널이자 세계에서 11번째로 긴 터널
- 배후령터널 (5,100m) / 현재 대한민국에서 세 번째로 긴 도로용 터널
- 토함산터널